# Chrostosoma echemus
Chrostosoma echemus är en fjärilsart som beskrevs av Stoll 1782. Chrostosoma echemus ingår i släktet Chrostosoma och familjen björnspinnare. Inga underarter finns listade i Catalogue of Life.

## Bildgalleri

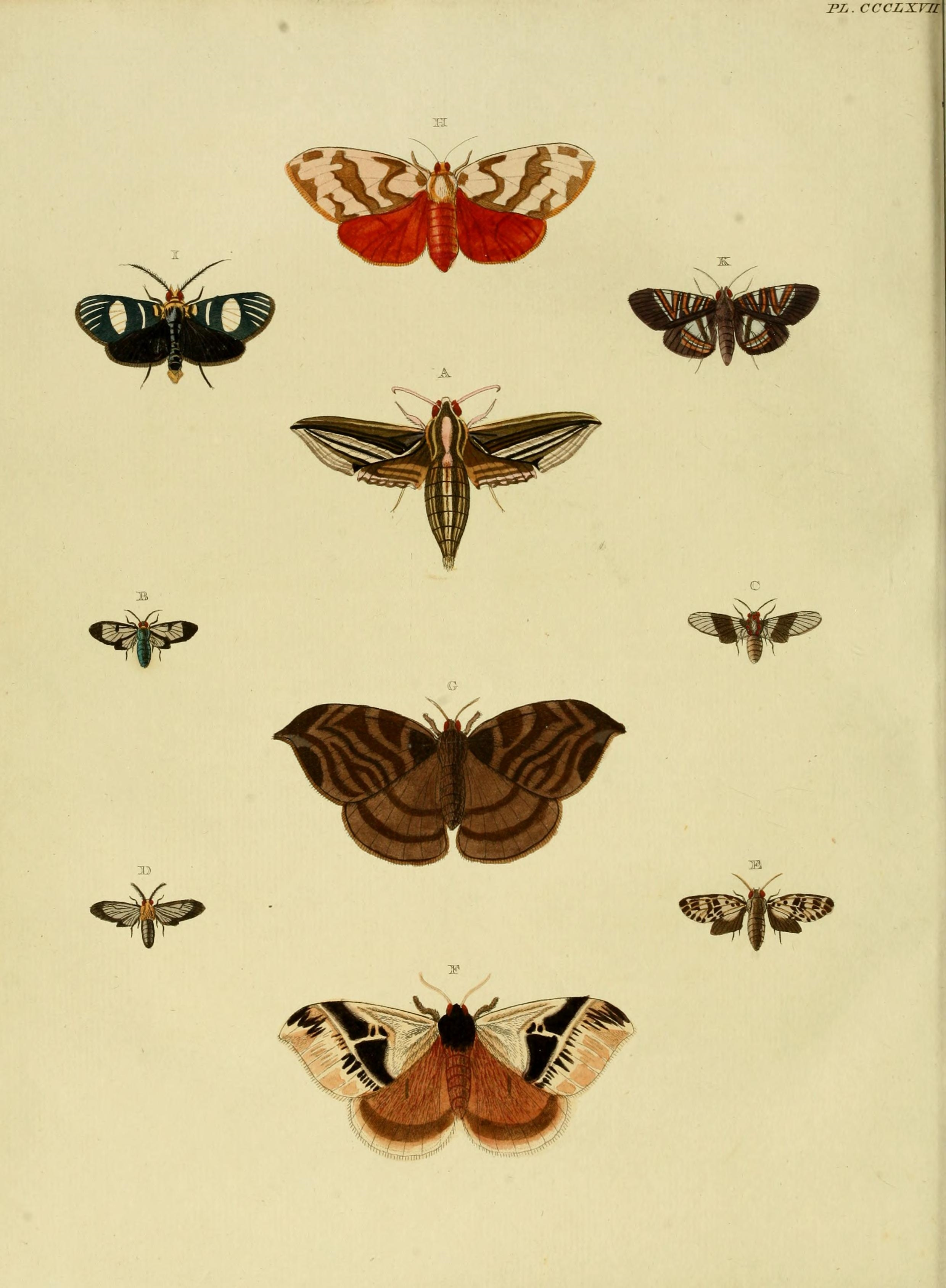